# صالح البيضاني
صالح علي البيضاني قاص وصحفي وباحث وناشر يمني من كتاب القصة المنتمين إلى مايسمى جيل التسعينيات في اليمن ولد في محافظة البيضاء في العام 1976م. حائز على جائزة رئيس الجمهورية في الآداب والفنون في القصة القصيرة 2003 م.
أحد مؤسسي نادي القصة اليمني ورئيس تحرير موقع «إلمقه» الإلكتروني الذي تأسس في العام 2005 كأحد مواقع السرد العربي على شبكة الإنترنت. تم انتخابه عضوا في الهيئة الإدارية لاتحاد كتاب الإنترنت العرب.
انتخب في العام 2010 عضوا في المجلس التنفيذي والامانة العامة لاتحاد الأدباء والكتاب اليمنيين. ومثل الأدباء والكتاب اليمنيين في مؤتمر الحوار الوطني الشامل في العام 2013 م.
عمل مراسلا لعدد من الصحف العربية في اليمن  ، في العام 2002 تعرض للاعتقال في قضية رواية قوارب جبلية الشهيرة للروائي وجدي الأهدل بصفته رئيسا للجنة النشر في نادي القصة اليمني الذي صدرت عنه الطبعة الأولى من الرواية.

## الإصدارات
1.	محاولة أخيرة للحلم –نصوص –إصدارات الأمانة العامة لجوائز رئيس الجمهورية –صنعاء -2013م.
2.	دليل كتاب القصة والرواية اليمنيين – وزارة الثقافة اليمنية ونادي القصة -2008م.
3.	كتاب المقالح.. أطياف من الذاكرة وأطراف من المواقف (حوارات خاصة مع الدكتور المقالح)-مركز عبادي-2006م.
4.	يوميات المدينة –العمل الفائز بجائزة رئيس الجمهورية (عن الأمانة العامة للجائزة 2003م).
5.	ظلال ذاكرة تتدحرج سريعا (نصوص)2002ط1 عن نادي القصة.
6.	الكتاب. أقلام وهراوات (قراءة في تاريخ الصراع بين العقل والخوذة وحوارات تستقرئ العلاقة بين المثقف والكتاب) عن مركز عبادي للدراسات والنشر-2001-ط1.
7.	أحلام ما قبل الطماطم (مجموعة قصصية) عن مؤسسة العفيف الثقافية-2000-ط1.
8. على مفترق (مقاربات في قضايا ثقافية) عن وزارة الثقافية اليمنية ومؤسسة أروقة للدراسات والترجمة والنشر -القاهرة - 2018م.
9. وجوه في الحرب عن الآن ناشرون وموزعون- الأردن، عمّان-2018م
10. باب الردى: قصة الحرب في اليمن عن دار نشر عناوين Books- مصر، القاهرة-2021م.